# Гомотетія

Дві подібні геометричні фігури пов'язані гомотетією щодо гомотетичного центру S. Кути відповідних точок ті самі і мають те саме значення; наприклад, обидва кути ABC і A'B'C' відлічуються за годинниковою стрілкою і рівні за величиною.

Гомоте́тія — перетворення, за якого кожній точці площини (простору) ставиться відповідно інша точка (образ даної), що лежить на прямій, яка з'єднує дану точку з якоюсь фіксованою точкою (центром).
Гомотетією з центром {\displaystyle O} і коефіцієнтом {\displaystyle k} ({\displaystyle k\neq 0}) називають перетворення площини (або простору), що переводить точку X в точку X' таким чином, що {\displaystyle {\overrightarrow {OX'}}=k{\overrightarrow {OX}}}. Гомотетію з центром О і коефіцієнтом k часто позначають через {\displaystyle H_{O}^{k}}. Засновником гомотетії є Джон Френк Адамс.